# Панталон
Панталон е връхна дреха, която покрива краката, всеки по отделно. Тази част от панталона се нарича крачол. Носят се най-често с колан или тиранти. Изработват се от текстил и по-рядко от кожа. Дължината им е от кръста до глезените. Те са стандартно облекло за мъжете от XVI век насам и за жените от XX век насам.
Името им произлиза от Панталоне – персонаж от италианската комедия дел арте.
Панталоните в зависимост от модата може да са с ниска или висока талия. Някои панталони имат и джобове.
Древните гърци и римляни не носели панталони и ги смятали за варварско облекло, персите носели шалвари. Най-древната находка на панталон за езда на около 3000 г. е разкрита при разкопки на гробището край град Турфан в днешен западен Китай. 